# Abraham Kurland
Abraham Kurland (Odense, 10 giugno 1912 – 14 marzo 1999) è stato un lottatore danese, specializzato nella lotta greco-romana.

## Biografia
Rappresentò la Danimarca ai Giochi olimpici estivi di Los Angeles 1932, dove vinse l'argento nei pesi leggeri e quelli di Londra 1948, in cui fu estromesso dal torneo al terzo turno, dopo la sconfitta contro Gustav Freij.

## Palmarès
- Giochi olimpici

Los Angeles 1932: argento nei pesi leggeri;
- Europei

Roma 1934: argento nella lotta libera pesi leggeri; argento nella lotta greco-romana pesi leggeri;
Copenaghen 1935: bronzo nella lotta greco-romana pesi leggeri;